# Травис Келси
Травис Мајкл Келси (енгл. Travis Michael Kelce; Вестлејк, 5. октобар 1989) амерички је играч америчког фудбала. Игра на позицији тајт енда, а тренутно наступа за Канзас Сити чифсе.
Заједно са својим братом Џејсоном води подкаст New Heights, који покрива теме од фудбала до популарне културе. Продаја Келсијевог дреса и извештавање о његовој каријери значајно су порасли су након што је добио публицитет везом са певачицом Тејлор Свифт.